# Friedrich Denk

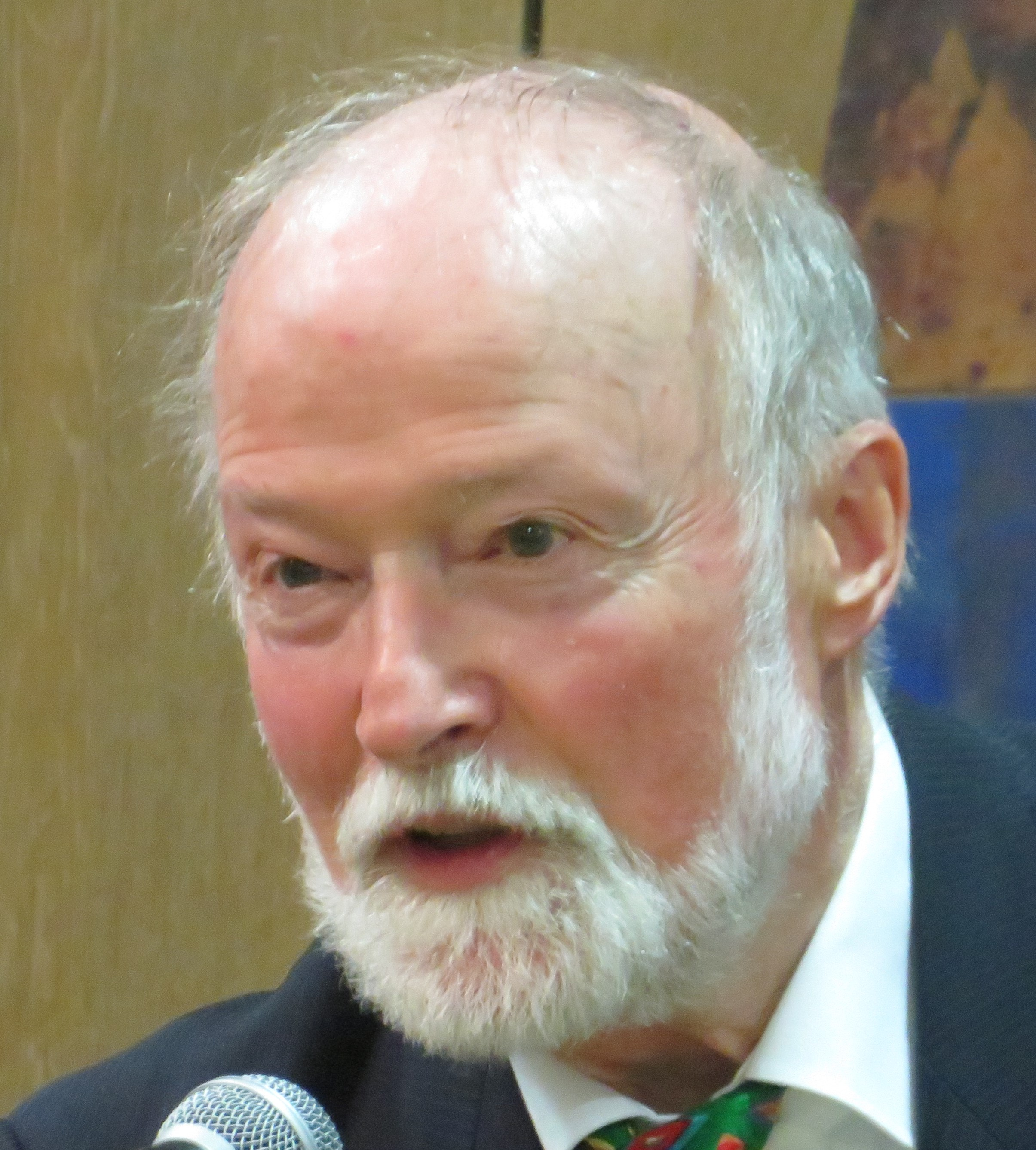

Friedrich Denk (* 16. Dezember 1942 in Wohlau, Niederschlesien) ist ein deutscher Studiendirektor im Ruhestand und Schriftsteller. Er galt als einer der prominentesten Kritiker der Rechtschreibreform, weswegen Denk häufig als „Rechtschreib-Rebell“ bezeichnet wurde. Er ist Mitglied der Bayerischen Akademie der Schönen Künste und des PEN-Zentrums Deutschland.

## Beruflicher Werdegang
Friedrich Denk studierte, gefördert von der Studienstiftung des deutschen Volkes, Germanistik, Romanistik und Philosophie an den Universitäten München und Bordeaux. Nach abgeschlossener Referendarzeit in Freising, Regensburg und Rosenheim war er von 1969 bis zu seiner Pensionierung 2004 Gymnasiallehrer für Deutsch in München, Weilheim und London, Seminarleiter für Deutsch am Gymnasium Weilheim und Beauftragter für Literaturförderung.
Friedrich Denk war Gründer und verantwortlicher Redakteur der Weilheimer Hefte zur Literatur (seit 1980), der Londoner Lesehefte (1983–85) und des Lesebogens (1989–99) sowie Initiator des Weilheimer Literaturpreises (seit 1988). Er wohnt, nach zehn Jahren in Zürich und fünf Jahren in München, seit Januar 2023 wieder in Weilheim.

## Leben
Denk ist seit 1970 mit Gerda Maria Denk (geborene Schlick) verheiratet. Sie haben drei gemeinsame Kinder.

## Kampf gegen die Rechtschreibreform
Auf der Frankfurter Buchmesse Anfang Oktober 1996 verteilte Denk 2.000 Flugblätter mit dem Titel „Stoppt die überflüssige, aber milliardenteure Rechtschreibreform! 10 Argumente gegen die Rechtschreibreform“. Ebenfalls auf der Buchmesse veröffentlichte er mit anderen Gegnern der Reform die  Frankfurter Erklärung.
Im Folgenden führte Denk eine Reihe von Aktionen durch, um gegen die Rechtschreibreform zu protestieren: So gründete er mit anderen am 19. November 1996 die bayerische Bürgerinitiative WIR gegen die Rechtschreibreform und veranstaltete am 11. Oktober 1997 in Weilheim eine Dichterlesung Für die Einheit der Orthographie, an der Ota Filip, Wulf Kirsten, Reiner Kunze, Loriot, Gerhard Ruiss und  Albert von Schirnding teilnahmen. Aus Protest gegen die seiner Meinung nach „schüler- und bürgerfeindliche Sprachpolitik der CSU“ trat Denk im März 1998 mit anderen aus der Partei aus.

## Auszeichnungen
- 1982 – Silbergriffel der Stiftung zur Förderung des Schrifttums e. V., München, für besondere Verdienste um die Vermittlung von Literatur
- 1986 – Bundesverdienstkreuz am Bande
- 1992 – Wilhelm-Hausenstein-Ehrung der Bayerischen Akademie der Schönen Künste
- 11. November 1996 – Kulturpreis der Bildzeitung (Grußwort: Edmund Stoiber, Laudatio: Joachim Kaiser)
- November 1996 – „Mann des Jahres 1996“ des St. Galler Tagblattes
- Er wurde am 5. Juli 2007 als ordentliches Mitglied im Bereich „Literatur“ in die Bayerische Akademie des Schönen Künste aufgenommen
- Seit 2010 ist Friedrich Denk Mitglied des deutschen PEN-Zentrums.
- 2020 – Kulturpreis des Landkreises Weilheim-Schongau[2]

## Schriften
- Arthur Rimbaud: Sämtliche Dichtungen, Französisch und Deutsch. Übersetzung von Walther Küchler ergänzt durch Carl Andreas [Pseudonym von Friedrich Denk], Reinbek bei Hamburg (Rowohlts Klassiker) 1963, 335 S.
- Die verborgenen Nachrichten. Versuch einer Pressekritik. 1. Auflage, Eberfing: F. Denk [Selbstverlag], 1978, 174 Seiten, 3. Auflage 1979 ISBN 3-9800207-0-3
- Die Zensur der Nachgeborenen. Zur regimekritischen Literatur im Dritten Reich. 1. Auflage, Weilheim i.OB: Denk-Verlag, 1995, 479 Seiten, 3., durchges. Auflage, 1996 ISBN 3-9800207-6-2
- Eine der größten Desinformationskampagnen. In: Hans-Werner Eroms und Horst Haider Munske (Hg.): Die Rechtschreibreform. Pro und Kontra. Erich Schmidt Verlag, Berlin 1997, S. 41–46 ISBN 3-503-03786-1
- Die Landschaft unserer Träume (mit Gerda Denk, Privatdruck in 300 Exemplaren), 96 S., Zürich 2011.
- Wer liest, kommt weiter (mit einem Nachwort von Martin Walser), Gütersloh (Gütersloher Verlagshaus) 2013, 287 S., ISBN 978-3-579-06654-7